# Dansebakken
Dansebakken er en rundhøj i Kongens Lyngby tæt ved Sorgenfri Slot.
Rundhøjen er på Kulturarvsstyrelsens liste over fredede fortidsminder,
hvor den er beskrevet som en høj fra oldtiden på 25 gange 3,5 meter med flad top, der er cirka 10 meter i tværmål.
Rundhøjen ligger som en del af Sorgenfri Slotshave. 
I lighed med Norske Huset ligger højen på den modsatte side af Kongevejen i forhold til slottet.  
Arveprins Frederik omlagde haven i 1791-1794, og ved Dansebakken etablerede han en festplads for borgerskabet.
Jens Juel malede omkring 1800 et oliemaleri med titlen Dansebakken ved Sorgenfri. 
Maleriet befinder sig nu på Statens Museum for Kunst